# Sumaré
Sumaré este un oraș în São Paulo (SP), Brazilia.